# Hedigibal, Sindhnur
Hedigibal là một làng thuộc tehsil Sindhnur, huyện Raichur, bang Karnataka, Ấn Độ.